# Bofors 57 mm
Il cannone Bofors da 57 mm è un cannone navale bivalente, nel senso che può essere usato sia per tiro contraereo che antisuperficie, progettato e prodotto dall'industria svedese Bofors.

## Evoluzione
L'arma, che ha avuto molto successo, è derivata dallo storico cannone contraereo Bofors da 40 mm e nella versione da 60 calibri, denominata lvakan M/50, entrata in servizio nel 1952, venne impiegato sugli incrociatori svedesi della Classe Tre Kronor e della Marina Olandese della Classe De Zeven Provinciën e sulle prime versioni delle motocannoniere svedesi Spica. La Marine nationale ha adottato questo cannone in versione binata, come arma antiaerea sulla nave da battaglia Jean Bart, sugli incrociatori antiaerei De Grasse e Colbert nei cacciatorpediniere Classe Duperré e Classe Surcouf e nei due incrociatori leggeri Classe Capitani Romani ricevuti dall'Italia in conto riparazione danni di guerra e trasformati in cacciaconduttori
Dal cannone Bofors 57 mm/L60 nel 1962 venne sviluppata la versione denominata Mk I, entrata in servizio nel 1966.
La seconda versione, denominata Mk II, era un'arma da 200 colpi al minuto e con gittata di 6 km nel tiro contraereo e 13 km nel tiro antinave.

## Mk III
La versione Mk II è stata sostituita dalla versione Mk III, con 220 colpi al minuto di cadenza di tiro, praticamente comparabile con il Super Rapido OTO, rispetto al quale spara una munizione più leggera, da 2,8 kg, su distanze analoghe grazie all'altissima velocità dei proiettili, circa 1000 metri al secondo. La sua torretta ha disegno stealth per ridurre la traccia radar della nave, ed è stata anche creata una apposita copertura per il cannone con gli stessi requisiti di bassa osservabilità radar.
Il progetto Mk III è stato rinominato Mk 110 US Navy, che lo ha scelto recentemente come arma per la difesa CIWS, successore al Vulcan Phalanx.